# Conus trochulus
Espèce
Statut de conservation UICN

 NT  : Quasi menacé
Conus trochulus est une espèce de mollusques gastéropodes marins de la famille des Conidae.
Comme toutes les espèces du genre Conus, ces mollusques sont prédateurs et venimeux. Ils sont capables de « piquer » les humains, par conséquent les animaux vivants doivent être manipulés avec précaution ou pas du tout.

## Description
La taille de la coquille varie entre 18 mm et 50 mm. Elle est blanche, avec généralement une teinte violette. L'intérieur de l'ouverture est violet clair.

## Distribution
Cette espèce est présente dans l'océan Atlantique au large des îles de Boa Vista et de Maio, au Cap-Vert. Elle est classée par l'UICN comme presque menacée.